# Afracantha camerunensis
Afracantha camerunensis är en spindelart som först beskrevs av Tord Tamerlan Teodor Thorell 1898.  Afracantha camerunensis ingår i släktet Afracantha och familjen hjulspindlar. Inga underarter finns listade i Catalogue of Life.